# Apache OpenJPA
 (octobre 2012).
OpenJPA est une implémentation open source de la Java Persistence API. Il s'agit d'une solution de mapping objet-relationnel (ORM) pour le langage Java simplifiant le stockage des objets dans une base de données relationnelle.
OpenJPA est distribué sous licence Apache.